# Doctorado honorario en Humanidades
El título de Doctor en Humanidades (en latín: Litterarum humanarum doctor; DHumLitt; DHL; o LHD) es un Título honorífico que se otorga a quienes se han distinguido por sus contribuciones humanitarias y filantrópicas a la sociedad.
Los criterios para otorgar el título difieren de una institución a otra; sin embargo, generalmente se otorga a personas ajenas a la universidad invitadas a ser oradores principales en los eventos universitarios más importantes, o a miembros de la facultad o exalumnos de la institución que, a los ojos de la institución o del mundo en general, se han distinguido en algún forma.
La flexibilidad en la interpretación ha dado como resultado que las universidades otorguen variantes únicas del título. Por ejemplo, en 1996, Southampton College otorgó a Kermit the Frog un "doctorado honorario en letras anfibias" en reconocimiento a su contribución a la educación de los niños.